# 旗山神社

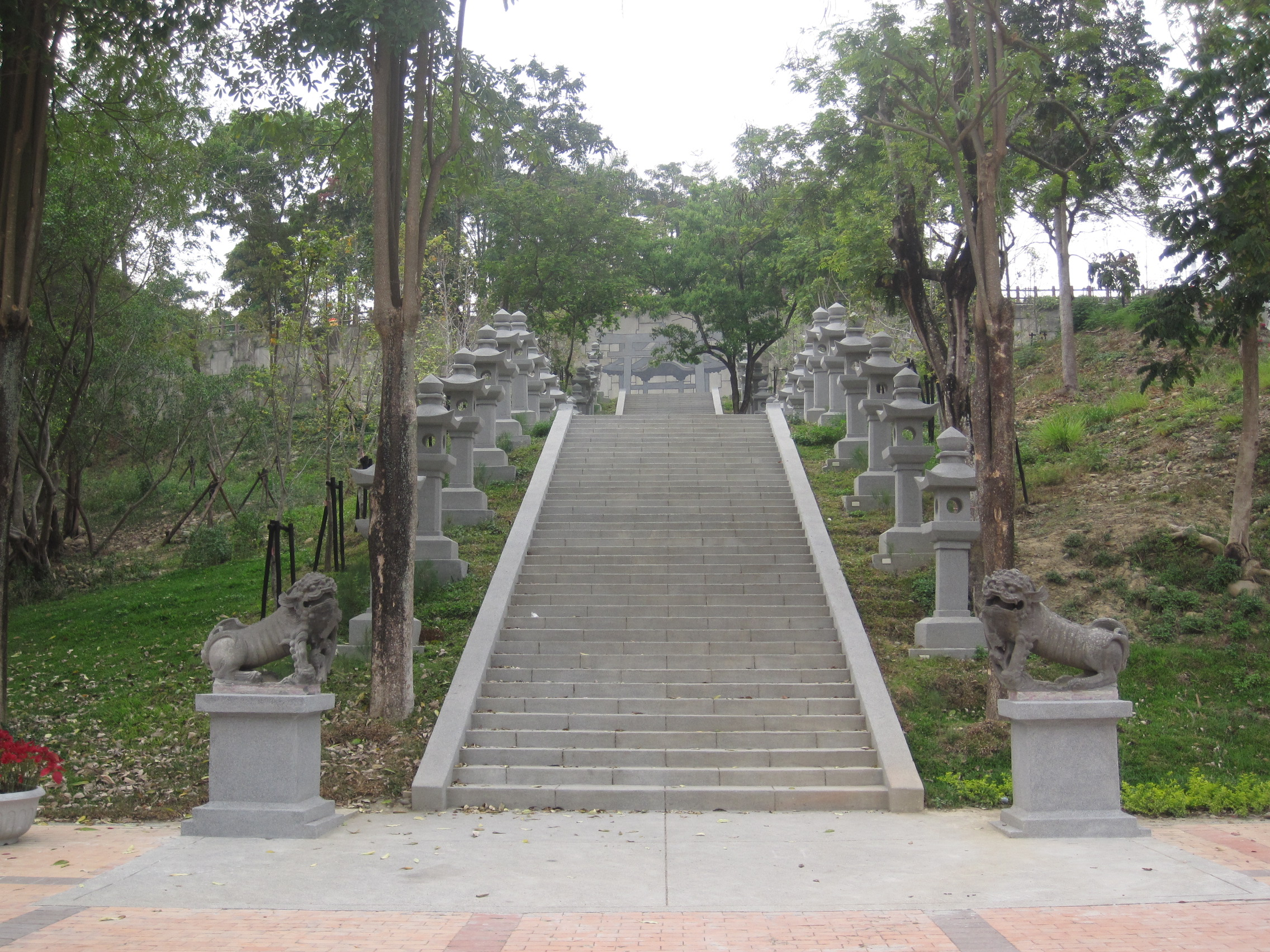
鼓山公園內重現旗山神社的造景

旗山神社是昔日位於臺灣高雄州旗山郡旗山街的鼓山公園（今高雄市旗山區鼓山公園）裡的神社，於1933年（昭和八年）決議興建，而原本計畫要建的是「旗山社」，後來決定將社格提高並追加經費，在1936年落成。
二次大戰之後，旗山神社大鳥居的上橫木兩邊被削去，橫木之間鑲入「中山公園」四字，現已不存，而參道旁的石燈籠頂部也遭破壞。至於旗山神社本殿一帶則是在1983年在高雄縣長蔡明耀推動下興建了高雄縣孔廟，於1985年完工。

## 沿革
在1900年代時，蕃薯藔廳當局已在提倡設立旗山神社，但此事隨著蕃薯寮廳於1909年被併入阿緱廳廢止而終止。後來，旗山神社的興建主要是因為皇民化運動下的神社參拜活動，1933年秋季適逢國民精神作興詔書發布十周年，為了更加發揚於國民道德及尊皇崇祖的精神，旗山街於同年12月19日組織了旗山社建立委員會，決定以兩萬圓的經費興建「旗山社」，但1935年1月又決定將社格提高為神社，並追加一萬圓經費。旗山神社在1936年3月正式動工，地點位於鼓山公園內，當時地址為旗山街旗山319-5番地，神社的基礎工程是由旗山街的細川清一負責，本殿與拜殿則由名古屋淺草屋源造本店的六名技師負責。最後於同年10月29日起舉行長達五天的鎮座祭；同一天也是「旗山水天社」的遷座儀式，將水天社主神安德天皇遷座至旗山神社裡，以守護旗山街免於水難。旗山神社的設施有神明流造神殿、中門、拜殿、社務所、手洗舍、鳥居3座、大鳥居1座、唐獅子1對、石燈籠35座、青銅製神馬1座，神社社境約有五千坪，神苑內有許多相思樹及部分松樹。
二次大戰之後，神社建物逐漸遭到破壞，主殿一帶更是在1983年到1985年期間改建為高雄縣孔廟。

## 神社活動
旗山第一國民學校（原蕃薯藔公學校，今旗山國小）自1933年起，每年10月26日都會帶學生去旗尾神社參拜，旗山神社建立之後，該校成為旗山神社祭祀活動的重要成員。1939年（昭和十四年）2月13日，學校還曾因陳朝慶、呂淵源、游來貴等高等科一年級學生連續四個月早上主動到神社打掃而予以表揚。
而旗山街居民在舉行日化的婚禮、喪禮時，便會由旗山神社的神職人員來主持。